# Łosień (gmina)
Łosień – dawna gmina wiejska istniejąca w latach 1867–1954 i 1973–1975 w Kieleckiem i Katowickiem (dzisiejsze woj. śląskie). Siedzibą władz gminy był Łosień (obecnie dzielnica Dąbrowy Górniczej).

## Pierwsza odsłona
Gmina Łosień powstała 1 stycznia?/13 stycznia 1867 w związku z reformą gminną w Królestwie Polskim. Należała do powiatu będzińskiego w guberni piotrkowskiej.
Podczas I wojny światowej (1915–1916) gmina Łosień znalazła się w Generalnym Gubernatorstwie Lubelskim pod okupacją austriacko-węgierską. 
W okresie międzywojennym gmina Łosień należała do powiatu będzińskiego w woj. kieleckim. 
Po wojnie gmina przez bardzo krótki czas zachowała przynależność administracyjną, lecz już 18 sierpnia 1945 roku została wraz z całym powiatem będzińskim przyłączona do woj. śląskiego (od 6 lipca 1950 roku pod nazwą woj. katowickie, a od 9 marca 1953 jako woj. stalinogrodzkie). 
Według stanu z dnia 1 lipca 1952 roku gmina składała się z 8 gromad: Błędów, Kuźniczka Nowa, Łazy, Łęka, Łosień, Okradzionów, Trzebyczka i Tuczna Baba.
12 września 1953 z gminy Łosień wyłączono gromadę Trzebyczka, włączając ją do gminy Łazy w powiecie zawierciańskim w tymże województwie.
Jednostka została zniesiona 29 września 1954 roku wraz z reformą wprowadzającą gromady w miejsce gmin.

## Druga odsłona
Gmina została reaktywowana 1 stycznia 1973 roku w powiecie będzińskim w woj. katowickim. W jej skład weszło 7 sołectw: Błędów, Nowa Kuźniczka, Łazy, Łęka, Łosień, Okradzionów i Rudy.
27 maja 1975 roku gmina została zniesiona a jej obszar włączony do miasta Ząbkowice. Obecnie obszar dawnej gminy (oprócz Trzebyczki położonej w gminie Łazy) znajduje się w granicach Dąbrowy Górniczej.
1 lutego 1977 miasto Ząbkowice przyłączono do Dąbrowy Górniczej, oprócz Podwarpia, Trzebiesławic, Tuliszowa, Warężyna i Wojkowic Kościelnych, które włączono do gminy Siewierz. W rzeczywistości, w skład Dąbrowy Górniczej z obszaru miasta Ząbkowice weszły: Ząbkowice właściwe, ponadto Ujejsce (należące w latach 1973–75 do gminy Wojkowice Kościelne), Bugaj, Sikorka i Tucznawa (należące w latach 1973–75 do gminy Ząbkowice) oraz Błędów, Kuźniczka Nowa, Łazy, Łęka, Łosień, Okradzionów i Rudy (należące w latach 1973–75 do gminy Łosień). 1 stycznia 1993 Trzebiesławice wyłączono z gminy Siewierz i włączono do  Dąbrowy Górniczej.